# Pinza de la ropa

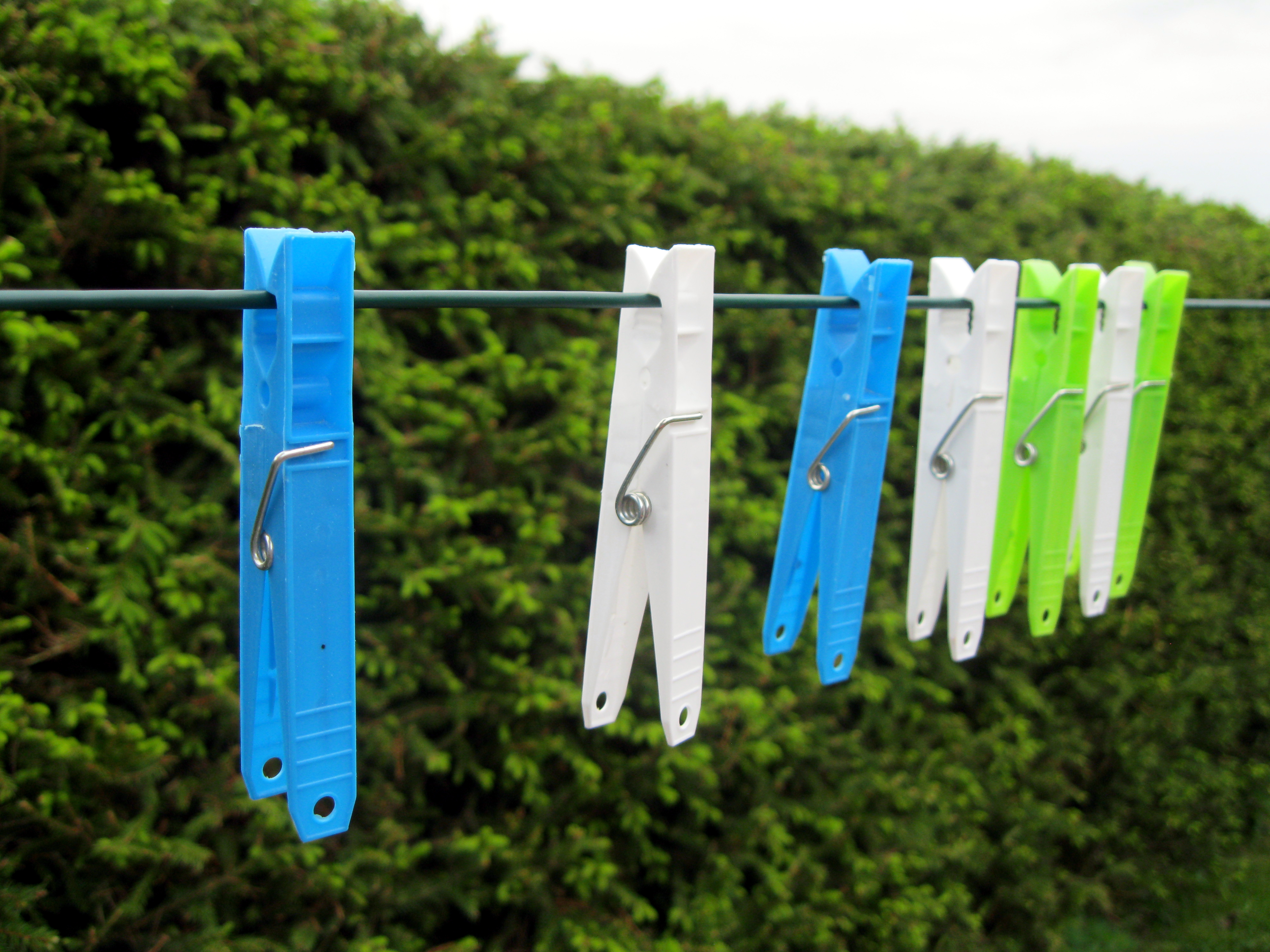
Pinzas de plástico en un tendedero

Una pinza de ropa es un anclaje utilizado para colgar ropa para secar, normalmente en un tendedero. Las pinzas vienen en diseños variados. Es un caso típico de cierre de forma.
También se lo conoce con otros nombres de acuerdo al país, por ejemplo broches (en Argentina), perros (en Chile), palillos (en Uruguay) o simplemente ganchos (en Venezuela).

## Diseño

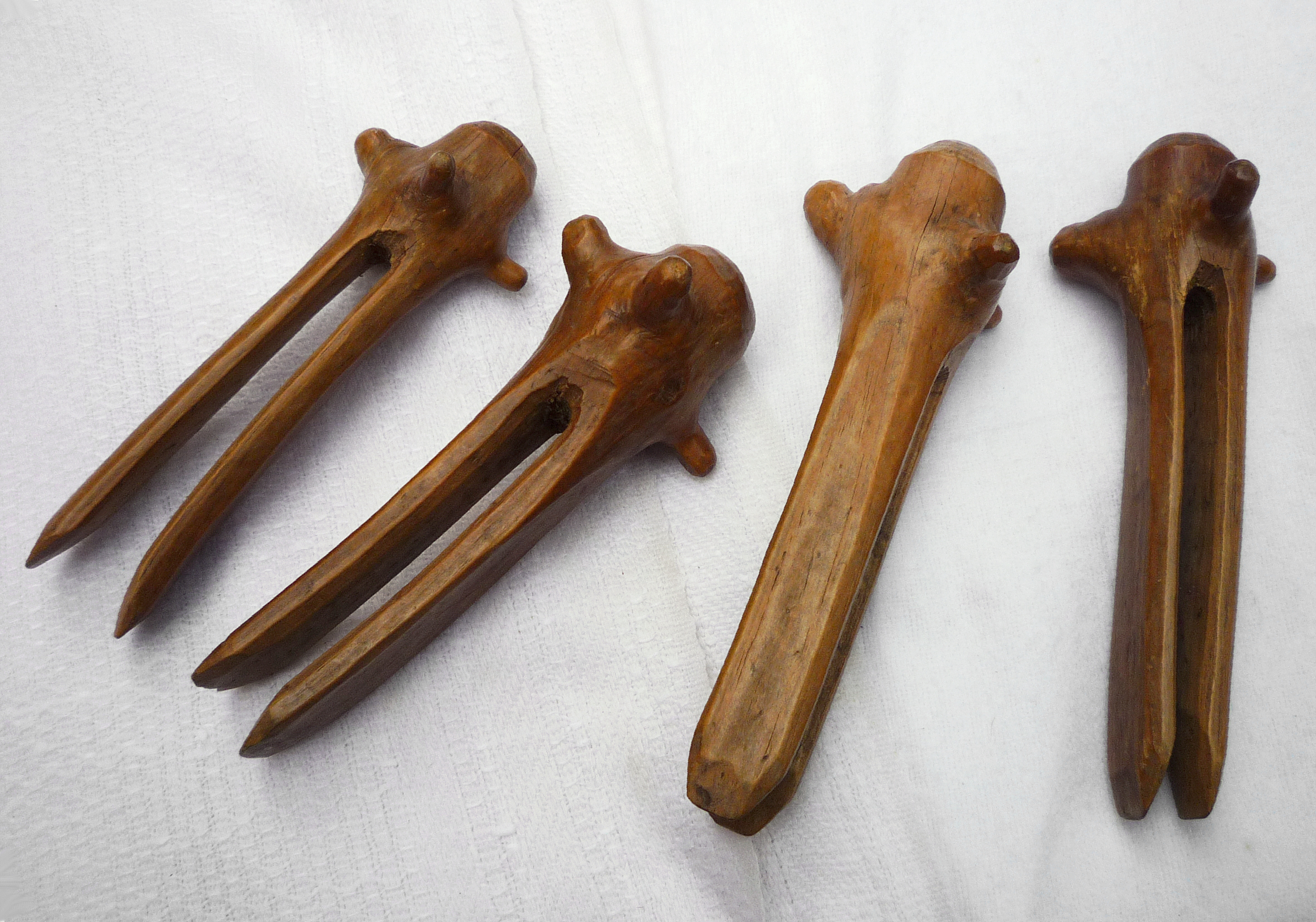
Pinzas de una sola pieza, de madera y hechas a mano.

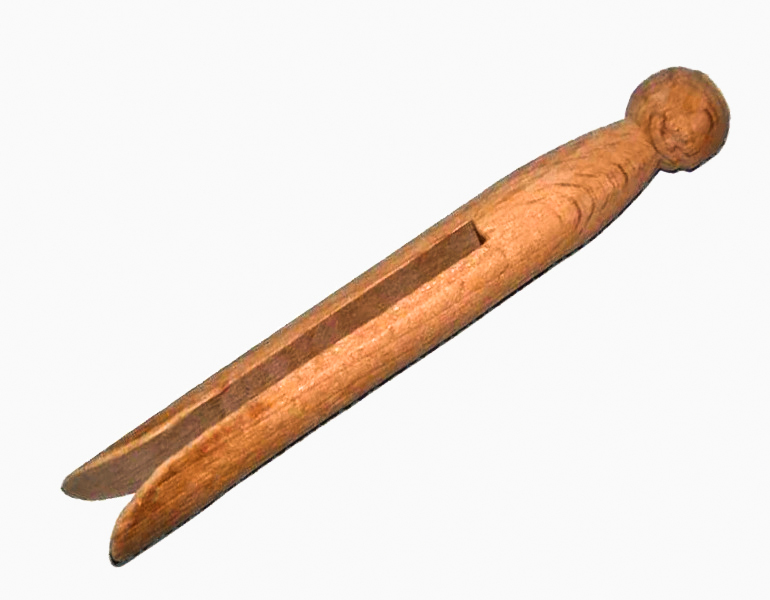
Pinza de una sola pieza, producida en masa.

Durante el siglo XVIII, la ropa recién lavada se colgaba en arbustos, ramas o tendederos para secarla pero ninguna pinza se puede encontrar en ninguna pintura o grabado de la era. Las pinzas para colgar la ropa sucia mojada sólo aparecen a los inicios del siglo XIX patentado por Jérémie Victor Opdebec. Este diseño no utiliza resortes, pero se fabrica con una pieza, con dos puntas siendo parte del chasis con una distancia pequeña entre ellas—esta forma de pinza facilita la acción de sujeción debido a que las dos puntas se calzan aparte y así, aprietan de alguna manera que hace que las dos puntas regresen a su estado de reposo. Esta forma de pinza se solía fabricar a base de plástico, u originalmente, madera. En Inglaterra, la fabricación de pinzas era un oficio que se asociaba con el Pueblo gitano, que hacía pinzas con trozos pequeños y puntas abiertas del sauce o madera de fresno.

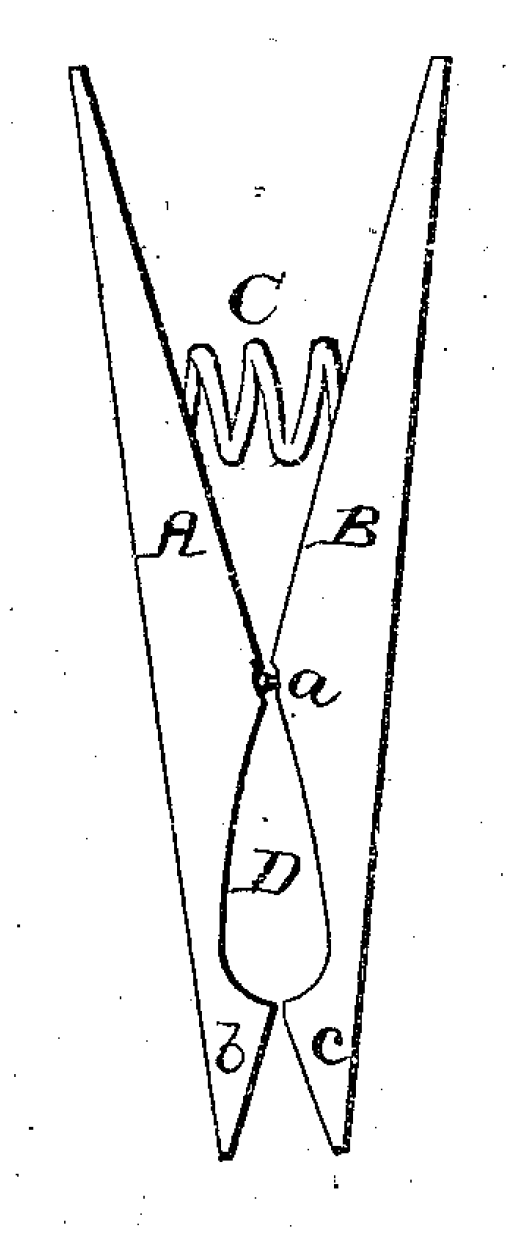
Pinza de David Smith, compuesta por dos puntas unidas por un fulcro, y con un resorte.

En 1853 David M. Smith de Springfield, Vermont inventó una pinza con dos puntas conectado por un fulcro, más un resorte.
Por una acción de palanca, cuando las dos puntas pellizcan en la parte superior de la pinza, la punta abre, y cuando es liberada, el resorte cierra las dos puntas, creando la acción necesaria para sujetar.

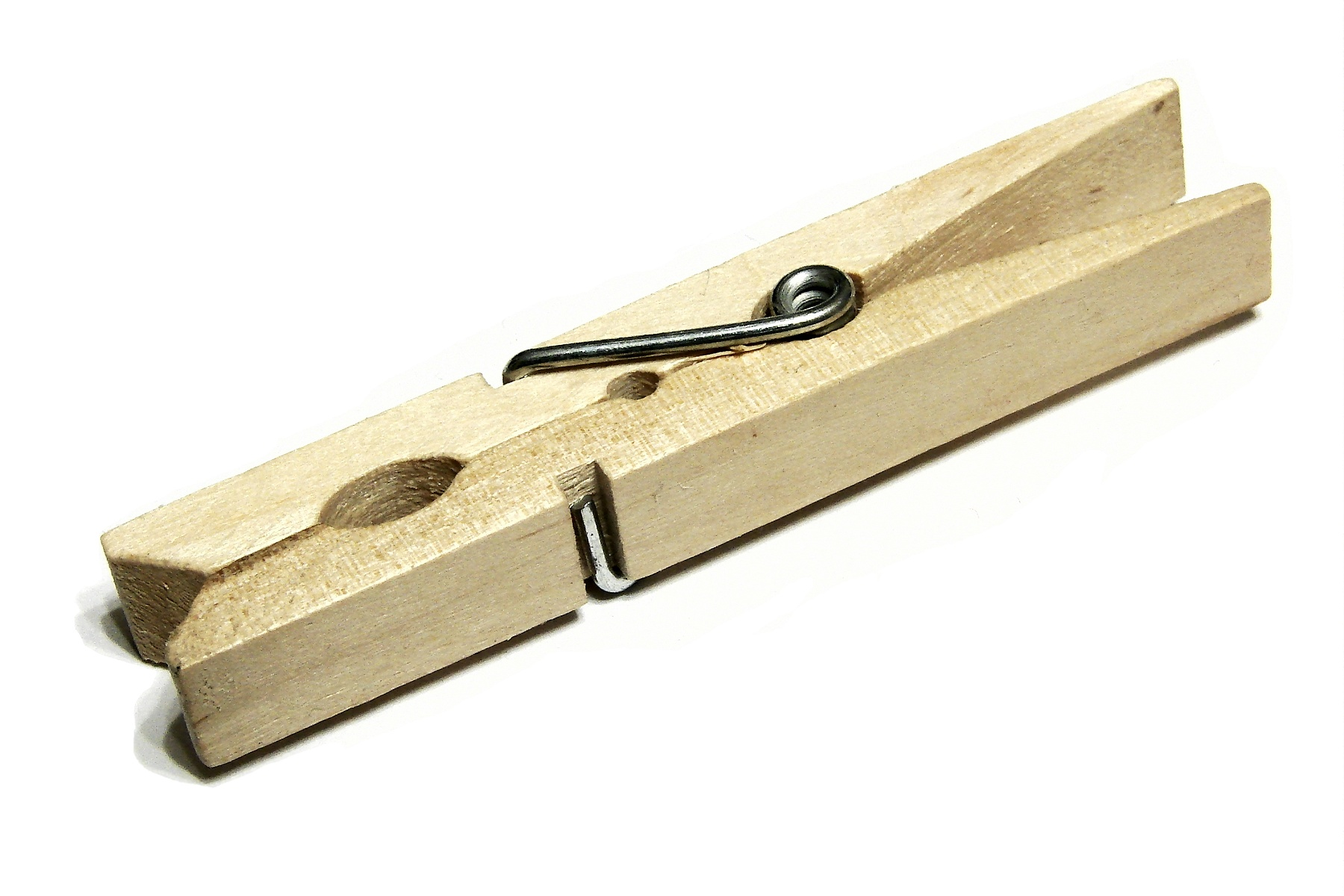
Pinza cerrada de madera.

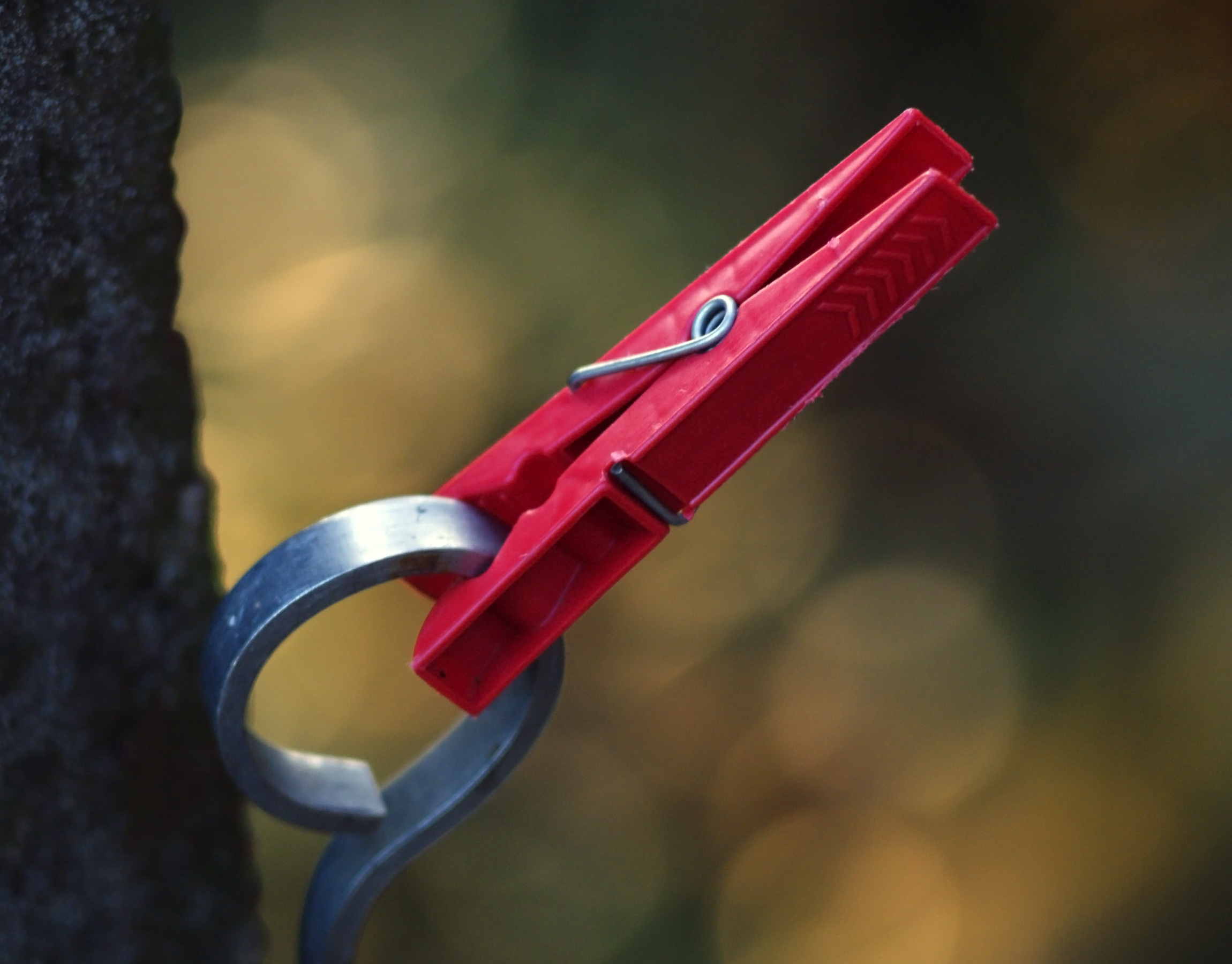
Pinza de plástico cerrada.

El diseño de Smith fue mejorado por Solon E. Moore en 1887. Añadió lo que él llamaba un "fulcro enrollado" hecho de un cable solo. Este era el resorte que sostenía las piezas de madera juntas, actuando como la fuerza que las cierra, y como el fulcro que permite a las dos mitades moverse y mecerse, eliminando la necesidad para un componente separado y reduciendo los costes de fabricación. Esto se convirtió en la primera pinza exitosa operada por resorte, habiendo sido fabricada y vendida en cantidades enormes a través de los Estados Unidos.
El estado de Vermont, y su capital Montpelier, en particular, se convirtió rápidamente en lo que The New York Times ha llamado "El Silicon Valley de la fabricación de las pinzas". The United States Clothespin Company (U.S.C. Co.) abrió sus puertas en 1887 para fabricar el diseño mejorado que Moore había creado. El Vermonter Stephen Thomas, sirvió como el presidente de la compañía, y la compañía disfrutó un nivel significativo de éxito, a pesar de los competidores que rápidamente brotaron en Waterbury y otros sitios.
En 1909, Allan Moore, uno del los empleados de U.S.C. Co., ingenió una manera para reducir los costos de la fabricación de las pinzas, eliminando uno de los resortes en el "fulcro muelle". Dejó la compañía, y con un préstamo de un emprendedor local, abrió una fábrica rival, literalmente al otro lado de la calle de donde estaba ubicado el edificio de U.S.C. Co.. El nuevo National Clothespin Company rápidamente rebasó a U.S.C. Co., consumiendo 500.000 Pie tablas de madera a la altura de producción. Después de la Primera Guerra Mundial, las importaciones baratas de Europa empezaron a inundar el mercado a pesar de repetidas llamadas de aranceles protectores por Vermont. La industria estatal entró en declive; en 1920, costaba 58 centavos para fabricar una gruesa de pinzas en Vermont, mientras pinzas de origen sueco se vendían a 48 centavos por gruesa. La situación empeoró después de la Segunda Guerra Mundial, y la introducción de la secadora de ropa que disminuyó la demanda de pinzas, causando más daño a la industria; el U.S.C. Co. se vio forzado a cerrar sus puertas antes del fin de las década de 1940. Sin embargo, el National Clothespin Company, que anteriormente se había movido de su ubicación original al otro lado de la calle, y había sido vendido a un dueño nuevo, logró mantenerse a flote por virtud de un contrato con el F.W. Woolworths, una franquicia de grandes almacenes. De este modo, lograron persistir a través de las décadas siguientes, a pesar de un fuego desastroso en 1978. El margen de beneficio fue reducido aún más por el volumen creciente de importaciones chinas baratas; las llamadas familiares para aranceles protectores continuaron pero sin ningún resultado. La compañía, la cual había discontinuado su línea de pinzas de madera, diversificó a plásticos, incluyendo pinzas de plástico, las cuales componían una parte pequeña de su producción entera. No obstante, el National Clothespin Company ha cesado la fabricación de pinzas de la ropa. En 2009, la última línea de pinzas estadounidenses salió de la cadena de producción, entre una cierta cantidad de atención de medios de comunicación y remordimiento.

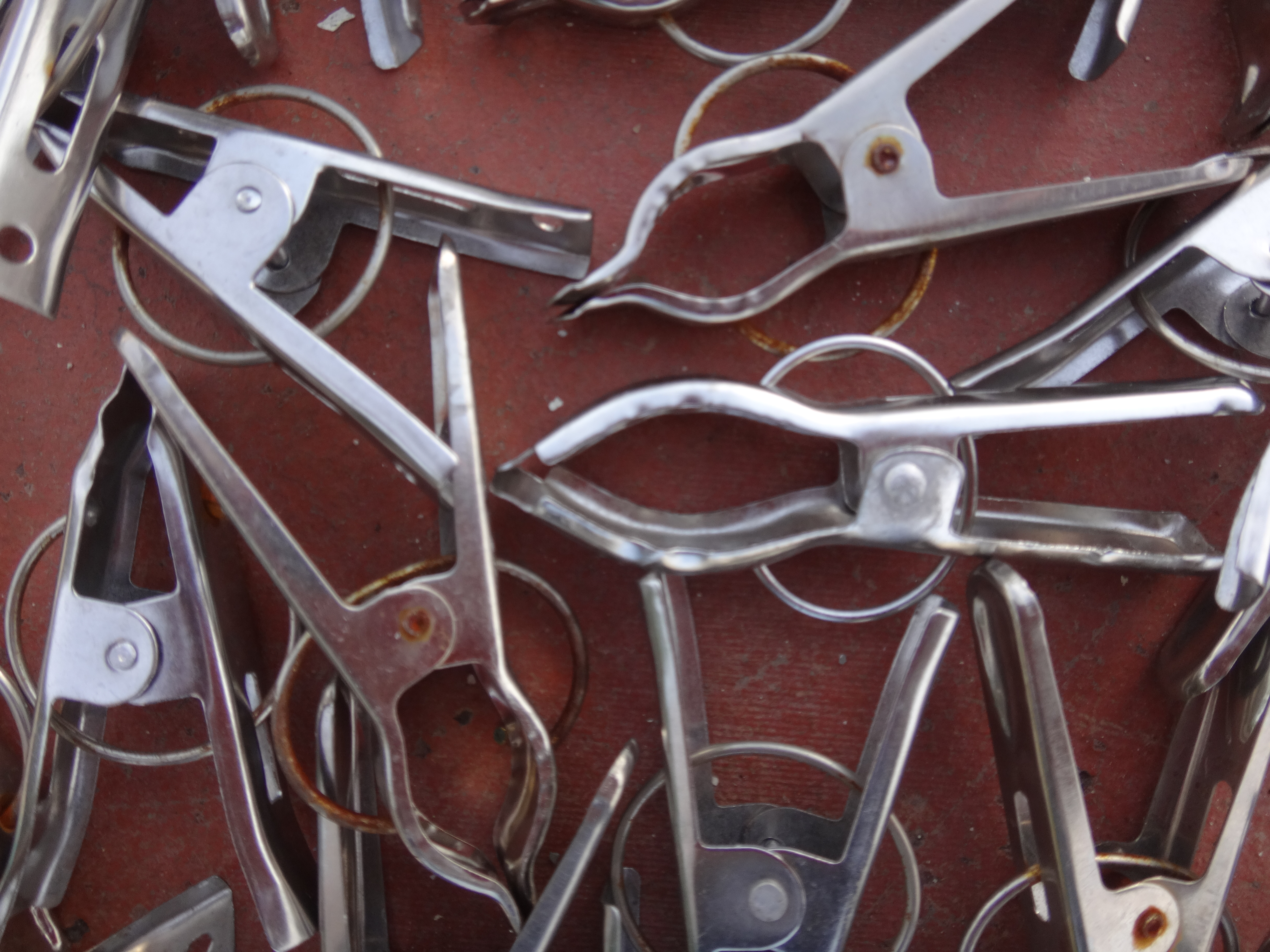
Clips de metal

Las pinzas fueron mejoradas por la invención de acero inoxidable que no se enmohece o decae con el uso al aire libre. En vez de utilizar un resorte de torsión que a menudo se tuerce, lo que causa que la pinza se desbarate, dependen de un resorte de compresión, fuerte, pinzado, lo cual resulta en una sujeción más fuerte.

## Otros usos

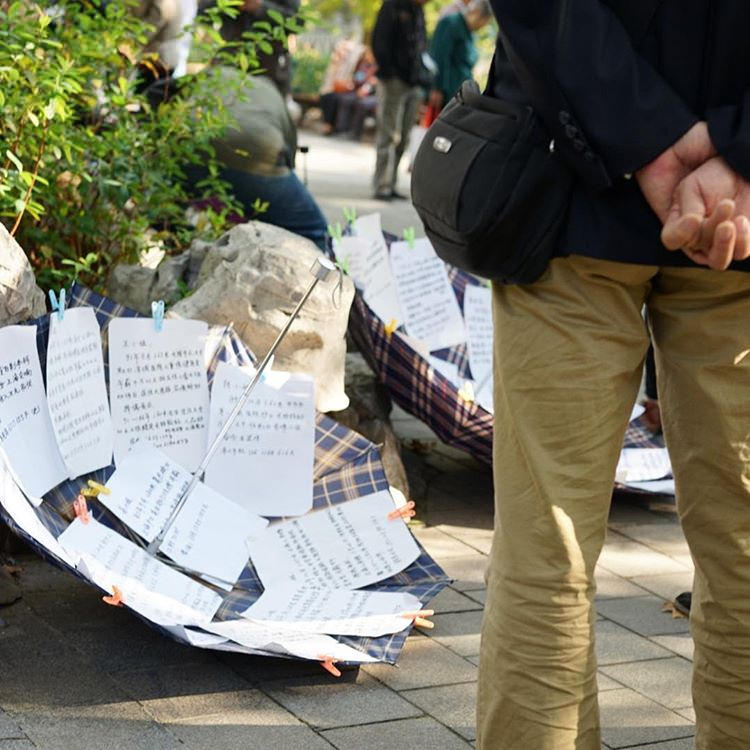
Matchmaking en China, utilizando pinzas y paraguas

### Arte público
Una obra famosa compuesta de pinzas es una escultura creada por Claes Oldenburg, titulado Clothespin (Pinzas de la ropa en inglés). Está en Filadelfia al otro lado de la calle donde se ubica el ayuntamiento de la ciudad.
Hay un pinza de granito de 5-pies (1m, 54 cm) en Middlesex, que sirve como una lápida en el cementerio de Vermont, marcando la tumba de Jack Crowell, el último dueño del Nacional Clothespin Company, el cual era el último fabricante de pinzas en los Estados Unidos (ver arriba). Originalmente pidió que se incluyera un resorte que funcionara para que los niños pudieran jugar encima, pero los trabajadores le convencieron de que no era factible.

### Producción cinematográfica
Durante la producción de una película, anuncios, vídeoclips etc., se usa una pinza a base de resorte llamada  "CP 47", "C47", "47", "peg", "ammo", o "bala". Es útil en los platós ya que las luces utilizadas en los sets de filmación se calientan rápidamente como para ser tocadas; un C47 de madera se utiliza para sujetar a un gel corrección de color o difusión a puertas del establo con una luz. Las pinzas de madera no transmiten calor eficazmente, y por tanto es seguro tocarlas, incluso cuando han sido sujetadas a luces calientes por un periodo prolongado de tiempo. Las pinzas de plástico no son utilizadas ya que el plástico se derretiría con el calor de las luces, y el metal conduciría el calor, calentando las pinzas demasiadas como par ser tocadas. Personas como iluministas, agarradores, electricistas, y ayudantes de producción pueden mantener una colección de C47s sujetados a ropa o cinturones de utilidad en todo momento. Por ello el apodo de "bala", ya que muchos del equipo técnico sujetan un gran número de C47s a sus cinturones de utilidad, tal y como lo haría un pistolero del Viejo Oeste que llevaría cartuchos extras (los cuáles son a menudo erróneamente referidos como balas) en su cinto de pistola.
Cuándo un intérprete va completamente maquillado, a veces no pueden beber de un vaso así que deben beber con una pajita. Cuando la botella o el vaso es demasiado profundo para la pajita, se sujeta un C47 a una pulgada (2,54 centímetros) de la parte superior de la pajita para impedir que se caiga en la bebida. 

### Lutier
En lutier (la construcción y reparación de instrumentos de cuerda), las pinzas de ropa son utilizadas a menudo para encolar kerfing durante la producción de guitarras, mandolinas, y otros instrumentos de cuerda.

### Control de frecuencia en los sitios de operación del modelo de radio control
Desde que comenzó el uso frecuente de RC a medios del siglo XX, las tales "pinzas de frecuencia" han sido utilizadas para asegurar que sólo un modeler utilizara una frecuencia particular a la vez. La muy común pinza de madera de dos piezas con resorte - marcaba de alguna forma con texto y/o con códicos de colores para la frecuencia designada a la que se refería, normalmente con una pieza añadida de plástico o madera contrachapada delgada en la pinza para colocar el texto o color-código para facilitar la visibilidad - es la base habitual para estos, sin importar que el modelo de club se las haya proporcionado ya sujetadas a un "panel de control de frecuencia" para que el modeler lleve a cabo su actividad (sujetado a la antena de su transmisor, en un tal llamado-método "sustractivo") o el modeler las hace para sus propio(s) transmisor(es), y las coloca encima de la ya existente panel de control de un club (el método "aditivo").

### Música
Desde hace muchos años, músicos en bandas musicales que tocan en las calles han utilizado pinzas para sujetar sus partituras ya que la más mínima brisa puede llevárselas.
Incluso las pinzas pueden tener incorporadas luces para facilitar la lectura a los músicos.